# Grimpeur d'Oahu
Paroreomyza maculata
Espèce
Statut de conservation UICN

 CR  : 
En danger critique
Le Grimpeur d'Oahu (Paroreomyza maculata) est une espèce d'oiseaux de la famille des Fringillidae.

## Systématique
Le nom scientifique complet (avec auteur) de ce taxon est Paroreomyza maculata (Cabanis, 1850).
Ce taxon porte en français le nom vernaculaire ou normalisé suivant : Grimpeur d'Oahu.
Paroreomyza maculata a pour synonymes :
- Loxops maculata (Cabanis, 1850)
- Oreomystis maculata (Cabanis, 1850)

## Habitat
L’alauahio d’Oahu est inféodé à la forêt tempérée et tropicale humide, pourvue d’un sous-bois dense sans dédaigner des arbres introduits comme le noyer des Moluques Aleurites moluccana mais en marquant une préférence pour l’acacia koa Acacia koa. Il fréquente souvent la canopée à l’inverse des autres alauahios qui évoluent davantage dans la strate intermédiaire (Ottaviani 2020).
Alimentation
Comme l’alauahio de Maui, il recherche des insectes dans les arbres où il prélève des coléoptères dans des cavités ou sous des plaques d’écorce de branches pourries (Ottaviani 2020).
Statut
L’espèce était originellement commune et largement répartie mais, dès les années 1890, elle se raréfiait, subsistant seulement dans les montagnes de Waianae et de Koolau au-dessus de 500 m. Vers 1935, Munro ne put observer un seul exemplaire malgré d’intenses recherches. De nombreuses observations signalèrent la présence de l’espèce mais Shallenberger & Pratt (1978), passant en revue 41 rapports, conclurent que la majorité relevait d’une confusion avec l’amakihi d’Oahu Chlorodrepanis flava, six étant probables et seulement trois certaines. Donaghho observa une troupe le 9 septembre 1968 et confirma l’authenticité de l’espèce en collectant un spécimen. Trois individus furent signalés au cours d’une exploration en 1977-78 dans les vallées Halawa, Moanahua et Manana Trail, et dûment identifiés. La dernière observation valide remonte au 12 décembre 1985, les expéditions suivantes ayant toutes échoué. Il faut se rendre à l’évidence que l’espèce est en danger très critique voire éteinte. L’essor très rapide de l’urbanisation empiétant sur son habitat a été la cause majeure de son déclin et l’introduction de moustiques, porteurs de maladies aviaires, a parachevé l’oeuvre destructrice de la déforestation (BirdLife International 2015). Il existe des spécimens dans les muséums de Cambridge (Angleterre), Cambridge (Massachusetts), Dresde, Leyde, Los Angeles, New York, Philadelphie, Tring et Yale (Ottaviani 2020).